# Логорея
Логоре́я (др.-греч. λόγος — «слово» и ῥέω — «теку») — симптом патологии речи; речевое возбуждение, многословие, безудержность речевой продукции и ускорение её темпа. Наблюдается при прогрессивном параличе, сенсорной афазии (в сочетании с парафазиями), маниакальных состояниях, шизофрении. Также для описания этого симптома используются термины «полифазия», «речевое недержание».
В переносном смысле логорея (или «словесный понос» — по аналогии с диареей) — пустословие, болтовня, длинные бессмысленные речи, произносимые ораторами.